# Municipio de Soo (Míchigan)
El municipio de Soo (en inglés: Soo Township) es un municipio ubicado en el condado de Chippewa en el estado estadounidense de Míchigan. En el año 2010 tenía una población de 3141 habitantes y una densidad poblacional de 17,85 personas por km².

## Geografía
El municipio de Soo se encuentra ubicado en las coordenadas 46°16′49″N 84°11′48″O / 46.28028, -84.19667. Según la Oficina del Censo de los Estados Unidos, el municipio tiene una superficie total de 175.94 km², de la cual 129.84 km² corresponden a tierra firme y (26.2%) 46.1 km² es agua.

## Demografía
Según el censo de 2010, había 3141 personas residiendo en el municipio de Soo. La densidad de población era de 17,85 hab./km². De los 3141 habitantes, el municipio de Soo estaba compuesto por el 73.89% blancos, el 0.51% eran afroamericanos, el 19.58% eran amerindios, el 0.76% eran asiáticos, el 0.03% eran isleños del Pacífico, el 0.16% eran de otras razas y el 5.06% pertenecían a dos o más razas. Del total de la población el 1.08% eran hispanos o latinos de cualquier raza.